# 趙顯娥
趙承妍（韓語：조승연），原名趙顯娥，（韓語：조현아；1974年10月5日—），大韓民国女性企業家，世界500强的韩国物流企业韓進集团会長兼大韓航空会长兼行政總裁趙亮鎬之長女，曾任大韓航空副社長，因「堅果返航」事件而廣為人知 。

## 經歷
赵显娥是韩进集团已故创始人赵重勋的长孙女，父亲是韩进集团已故前会长、大韩航空前社长赵亮镐。赵显娥目前负责管理集团旗下的航空和酒店业务，兼任大韩航空副社长。她毕业于美国康奈尔大学經營学部、1999年入职韓進集团航空免税事業部，后取得南加州大学经营大学院MBA，並升任大韓航空飛機餐部門、经营部門、客室事業三个部門部长等职。2013年3月任大韓航空副社長。
2014年12月5日，纽约肯尼迪机场乘坐飞往仁川的KE086航班上，因乘务员端来的坚果没有放在盘中，一怒之下要求飞机掉头开回登机口并勒令乘务长下飞机，导致航班延误，是为大韩航空坚果返航事件。12月10日在被告后辞职。2015年2月12日，赵显娥因違反航空安全法等罪名成立，被判入獄一年。5月22日，首尔高等法院对坚果返航案进行二审宣判，赵显娥因“变更航道”罪名不成立，判处有期徒刑10个月，缓刑2年，并当庭释放。
赵显娥当庭获释后，她随后开始重新主管大韩航空旗下的酒店业务。2018年平昌冬奥会前夕，赵显娥还随父一起传递了奥运圣火。2018年4月22日，因与妹妹赵显玟长期指使大韩航空海外职员替她们采购奢侈品，涉嫌走私而遭到海关调查，因而辞去全部职务。
2023年7月6日，改名為「趙承妍」（조승연，漢字寫法有待確認）。

## 家庭
2010年，36岁的赵显娥嫁给小学同学、首尔江南区一著名整容医院的院长为妻，在韩国轰动一时。2013年，赵显娥被指为了让孩子取得美国国籍，冒险挺着大肚子到美国夏威夷生产，一度在韩国引发不少民众的不满，认为她不爱国。
2019年2月21日，赵显娥的丈夫提告，指控趙顯娥长期对家人行使肢体和言语暴力，受害者包括他们5岁的双胞胎儿子。他曾将自己颈部和脚趾受伤的照片交给一家韩国电视台，称这些伤都是赵显娥造成的，且已将施虐过程的照片和影片提供给警方。目前其丈夫正办理离婚。代表赵显娥的世宗法律事务所发言人否认指控，声称赵显娥丈夫是一个“酒鬼，记忆不可靠”。
韩国媒体报道，赵显娥的妹妹、大韩航空总管市场营销部门的专务理事赵显玟曾向赵显娥发送了“一定会复仇”的短信，短信内容曝光后赵显玟随即道歉。

## 相關項目
- 大韓航空